# Ólom-hegy
Koordináták: é. sz. 46° 15′ 43″, k. h. 19° 05′ 21″46.261944°N 19.089167°E
Az Ólom-hegy a Duna–Tisza köze, és Bács-Kiskun vármegye legmagasabb, valamint az Alföld egyik legmagasabb pontja, amely 174 méterrel emelkedik a tengerszint fölé. A „hegy” az Illancs homokhátságán található, amely az Észak-bácskai löszös hátság része Észak-Bácskában.
Az Ólom-hegy Rém községtől északra található. A csúcsán egy geodéziai mérőtorony áll, ahonnan remek panoráma tárul a vidékre. Innen megfigyelhetők a római kori védvonalak maradványai, amelyet a helybeliek Ördögároknak neveznek. Látszik innen a kalocsai főszékesegyház, a paksi atomerőmű, a solti rádióadó és a távolban a dunaújvárosi vasmű is. Nyugat felé a Mecsek is felismerhető, előterében Baja. Déli-délkeleti irányban pedig a Vajdaság települései látszódnak.

## Külső hivatkozások
- Az Ólom-hegy a Vendégvárón
- Ólom-hegy, Geocaching